# Мотель, Ефросиния Денисовна
Ефроси́ния Дени́совна Мо́тель (укр. Фросина  Денисівна Мотель, 19 января 1913 год, село Голубече — 26 ноября 1994 год) — колхозница, звеньевая колхоза «3-й выришальный» Крыжопольского района, Винницкая область, УССР. Герой Социалистического Труда (1965).

## Биография
Родилась 19 января 1913 года в крестьянской семье в селе Голубече (сегодня — Крыжопольский район, Винницкая область). Трудилась в колхозе «3-й выришальный» Крыжопольского района Винницкой области в свекловодческом звене Татьяны Марцин. Когда Татьяна Марцин заболела, возглавила звено.
В 1965 году звено, руководимое Ефросинией Мотель, собрало в тяжёлых погодных условиях в среднем по 578 центнеров сахарной свеклы с каждого гектара. За эти выдающиеся достижения в трудовой деятельности была удостоена в 1965 году звания Героя Социалистического Труда.
В Крыжополе установлен бюст Ефросинии Мотель.

## Награды
- Герой Социалистического Труда — указом Президиума Верховного Совета СССР от 31 декабря 1965 года.
- Орден Ленина
- Орден Трудового Красного Знамени